# 113

## Починали
- ? – Плиний Млади, древноримски политик и писател